# Оуян Цинь
Оуян Цинь (кит. 欧阳钦, 1900, Нинсян, Хунань — 15 мая 1978, Пекин), он же Ян Цинь и Ян Вэньюань — китайский политический и государственный деятель.
Первый секретарь (глава) парткома КПК провинции Хэйлунцзян (1954—1965), губернатор этой провинции (1956—1958), председатель хэйлунцзянского провинциального комитета Народного политического консультативного совета Китая с февраля 1955 по декабрь 1977 года, заместитель председателя НПКСК 5-го созыва.
Член Центрального комитета Компартии Китая 8-го созыва.

## Биография
Родился в 1900 году в уезде Нинсян, провинция Хунань.
Окончил высшую школу Чанцзюнь в Чанше, в которой учился вместе с Ли Фучунем, Сяо Цзиньгуаном, Ян Дунчунем и другими. После был принят в Пекинский институт и в 1919 году уехал во Францию по учебно-рабочей программе. В феврале 1924 года вступил в Социалистический союз молодёжи, в мае того же года принят в Коммунистическую партию Китая. В 1925 году по партийной линии направлен на учёбу в Москву.
В мае 1926 года вернулся в Китай и вступил в Отдельный полк 4-го корпуса Национально-революционной армии под командованием Е Тина. Участвовал в боях при уезде Пинцзян, городе Юэян, за мосты Тинси и Хэшэн. После первого раскола между Гоминьданом и Компартией Китая переехал в Шанхай, где работал начальником Особого отдела ЦК КПК и главой шанхайского управления политической безопасности.
С 1936 года — глава организационного отдела парткома КПК Шэньси-Ганьсу-Нинсяского советского района, затем секретарь рабкома КПК района и секретарь Северо-Западного военно-промышленного комитета парткома Шэньси. Позднее переведён в Сиань на должность главы отдела Единого фронта и начальника отдела парткома КПК Шэньси-Ганьсу-Нинсяского советского района.
В 1945 году — делегат 7-го съезда Компартии Китая.
Во время второго этапа гражданской войны занимал пост первого секретаря партотделения КПК агломерации Люйда.
После образования Китайской Народной Республики работал первым секретарём парткома КПК и главой правительства агломерации Люйда. В 1954 году назначен первым секретарём парткома КПК провинции Хэйлунцзян, с 1956 года — губернатор Хэйлунцзяна по совместительству. В том же году избран членом ЦК КПК 8-го созыва.
Во время Культурной революции сначала подвергался политическим репрессиям, затем пошёл на повышение на должности заместителя председателя Народного политического консультативного совета Китая 5-го созыва и члена Постоянного комитета Всекитайского собрания народных представителей 5-го созыва.
Скончался 15 мая 1978 года в Пекине в возрасте 78 лет.